# Prionobelum hainani
Prionobelum hainani är en mångfotingart som först beskrevs av J. Linsley Gressitt 1941.  Prionobelum hainani ingår i släktet Prionobelum och familjen Zephroniidae. Inga underarter finns listade i Catalogue of Life.